# Argyrolobium harveyanum
Argyrolobium harveyanum är en ärtväxtart som beskrevs av Daniel Oliver. Argyrolobium harveyanum ingår i släktet Argyrolobium och familjen ärtväxter. Inga underarter finns listade i Catalogue of Life.